# Gesellschaft zur Wahrnehmung von Film- und Fernsehrechten
 (août 2024).
Si vous disposez d'ouvrages ou d'articles de référence ou si vous connaissez des sites web de qualité traitant du thème abordé ici, merci de compléter l'article en donnant les références utiles à sa vérifiabilité et en les liant à la section « Notes et références ».
La Gesellschaft zur Wahrnehmung von Film- und Fernsehrechten mbH (GWFF, Société pour l'administration des droits cinématographiques et télévisuels) est une société de gestion collective allemande fondée en 1982 et basée à Munich.

## Activités
Les activités du GWFF sont soumises à la Loi sur les sociétés de gestion collective. L'autorité de surveillance des sociétés de gestion collective est l'Office allemand des brevets et des marques à Munich.
Les auteurs de films et donc les bénéficiaires des redevances distribuées par le GWFF sont les producteurs de films, les producteurs de télévision, les auteurs de films, les producteurs de versions doublées, les producteurs de vidéogrammes et les acteurs.

### Berlinale
La Gesellschaft zur Wahrnehmung von Film- und Fernsehrechten attribue puis 2002 le Prix du meilleur premier film à la Berlinale.